# Marmorera (jezioro)

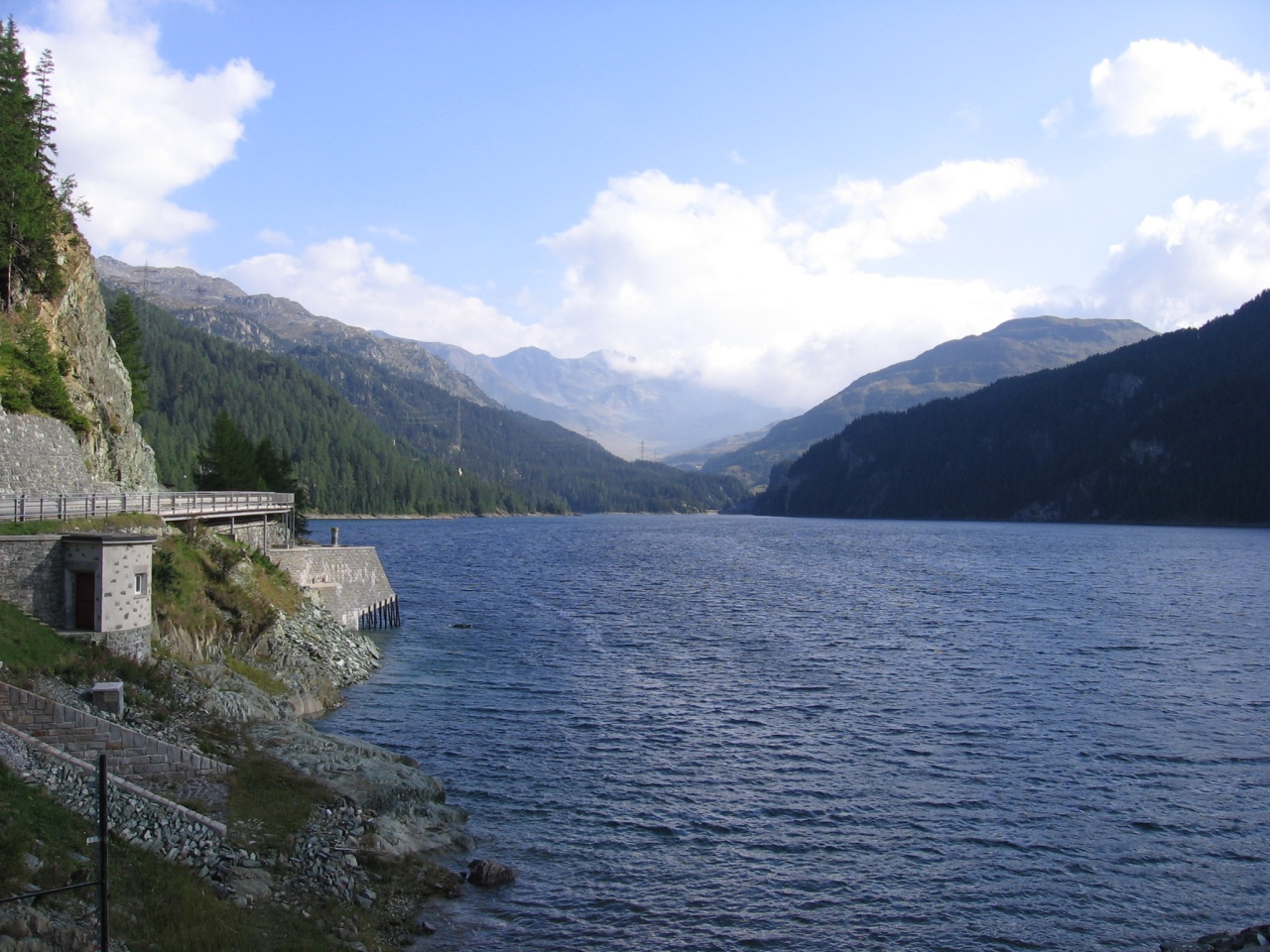
Widok na jezioro

Jezioro Marmorera (niem. Marmorera-Stausee, retorom. Lai da Marmorera) – sztuczne jezioro zaporowe w Szwajcarii, w kantonie Gryzonia, poniżej przełęczy Julierpass, powstałe w 1954 w wyniku przegrodzenia biegu rzeki Julia (Gelgia) zaporą Marmorera (Castiletto).
Znajdująca się w pobliżu miejscowość Marmorera została zbudowana od nowa wobec konieczności zalania starej wsi Marmorera.

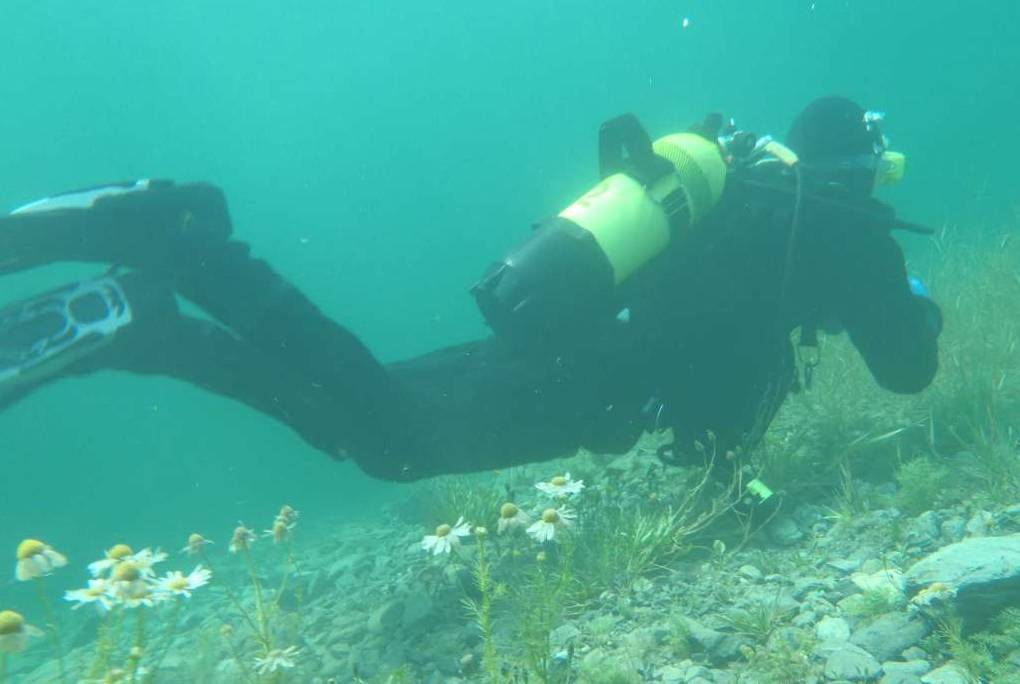
Płetwonurek w Marmorera.

## Zapora wodna Marmorera (Castiletto)
- Oddana do użytku: 1954 r.
- Typ: zapora ziemna
- Długość zapory: 400 m
- Wysokość zapory: 91 m
- Objętość przegrody zapory: 2,7 mln m³
- Obszar wokół zbiornika: 89,0 km²

- Pojemność jeziora: 60 mln m³
- Powierzchnia jeziora: 1,41 km²
- Długość jeziora: 2,6 km
- Maksymalny przepływ: 200 m³/s
- Użytkownik: Zakłady energetyczne miasta Zurych